# Ro (Insel)
Ro (griechisch Ρω (f. sg.) (Rho), seltener auch Agios Georgios (Άγιος Γεώργιος (m. sg.)), türkisch Karaada ‚Schwarze Insel‘) ist eine kleine unbewohnte griechische Insel der Gemeinde Megisti des Regionalbezirks Rhodos im östlichen Mittelmeer.

## Lage
Die spärlich bewachsene Felseninsel liegt etwa 120 km östlich von Rhodos, 5 km westlich der Insel Kastellorizo und weniger als 6 km südlich der türkischen Küste. Bei einer Länge von 2,63 km beträgt die maximale Breite 1,1 km, die schmalste Stelle misst etwa 300 m. Die höchste Erhebung der 1,476 km² großen Insel erreicht im Westen 87 m. Ro hat zwei Buchten, Frangolimiona (Φραγκολιμιώνα) im Süden und den kleinen Hafen Agios Georgios mit einer Kapelle im Nordwesten. Im Osten schließt sich das Inselchen Tragonera (Τραγονέρα) an.

## Geschichte
Die Geschichte der Insel Ro ist eng mit der größeren Nachbarinsel Kastelorizo verknüpft, zu deren Gemeinde sie heute verwaltungsmäßig gehört.

### Antike bis Mittelalter
Ro war nie über einen längeren Zeitraum systematisch bewohnt. Aus alten Quellen sind die Namen Rhoge (Ῥώγη) oder Ropi (Ρόπη) überliefert. Die Lage gegenüber der lykischen Küste machte Ro zusammen mit Strongyli, östlich von Kastellorizo gelegen, schon früh als Beobachtungsposten des rhodischen Staates militärisch bedeutsam.
Auf dem Bergrücken befindet sich in strategischer Lage eine kleine Befestigung aus hellenistischer Zeit. Sie bestand aus einer Umfassungsmauer von etwa 30 × 25 Meter und einem zentral gelegenen rechteckigen Turm, der bis in einer Höhe von etwa 4 Metern erhalten ist. Die Umfassungsmauer war an der Ost- und Westseite verstärkt, um den Zugang zur Befestigung zu kontrollieren. Die Befestigung wurde auch in römischer Zeit genutzt, während der byzantinischen Zeit und der Johanniterzeit wurden Instandsetzungsarbeiten durchgeführt. Im Turminneren ist eine Zisterne erhalten. Die Überreste einer Weinpresse außerhalb des Turms und eines Steinbehälters aus dem 4. Jahrhundert v. Chr. lassen landwirtschaftliche Tätigkeiten der stationierten Wachen erkennen. Im 16. Jahrhundert kamen die Inseln um Kastellorizo unter osmanische Herrschaft, den Bewohnern wurden verschiedene Privilegien eingeräumt. Die Insel soll auch Lambros Katsonis zwischen 1788 und 1792 als Basis gedient haben.

### 20. Jahrhundert
Zu Beginn des 20. Jahrhunderts war Ro nicht dauerhaft bewohnt, die Insel wurde allerdings von Fischern, Ziegenhirten und Imkern regelmäßig aufgesucht. Im Verlauf des Ersten Weltkrieges besetzten am 28. Dezember 1915 französische Truppen die bis dahin osmanische Insel Meis, heute Kastelorizo. Im Vertrag von Sèvres wurde die Insel 1921 Italien zugesprochen und 1922 als Castelrosso in das Überseegebiet Italienische Ägäis-Inseln eingegliedert, womit auch Ro italienisch wurde. Im Zweiten Weltkrieg besetzten im September 1943 britische Truppen Kastelorizo nach der Kapitulation Italiens. Ein Luftangriff durch deutsche Kampfflugzeuge am 17. Oktober 1943 verursachte auf Kastelorizo große Schäden, wodurch die Bewohner gezwungen waren, die Insel zu verlassen. Bis 1945 standen die Inseln unter britischer Militärverwaltung. 1947 wurde der Dodekanes von Italien an das Königreich Griechenland abgetreten und im folgenden Jahr offiziell in das griechische Staatsgebiet integriert.

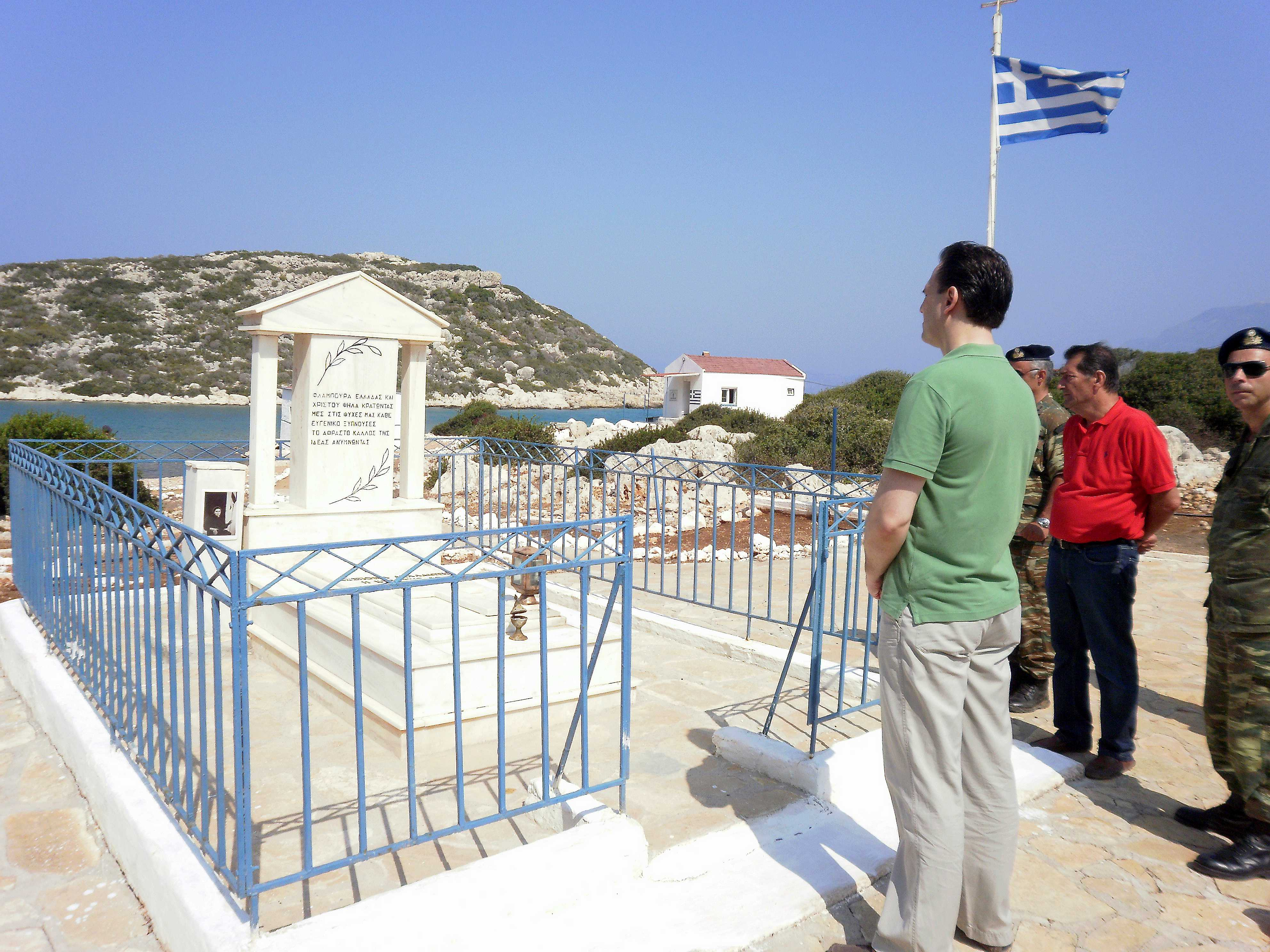
Grabstätte von Despina Achladioti auf der Insel Ro, Besuch des stellvertretenden Außenministers Dimitris Droutsas (2010)

Bis in die 2. Hälfte des 20. Jahrhunderts lebte eine einzige griechische Bewohnerin auf der Insel, die Schäferin Despina Achladioti, die „Dame von Ro“ (Κυρά της Ρω), die in Sichtweite der türkischen Küste täglich die griechische Flagge hisste und abends einholte. Das machte sie zu einer bekannten griechischen Patriotin, da die Türkei Ro und die Nachbarinseln aufgrund der Nähe zum türkischen Festland für sich beanspruchte. Auf der Nachbarinsel Kastellorizo wurde für sie ein Denkmal errichtet.
Auf Ro befindet sich ein kleiner griechischer Militärstützpunkt; Landwirtschaft wird auf der Insel nicht mehr betrieben. Die Gemeinde Megisti auf Kastelorizo verpachtet die Insel ihren Einwohnern zur Beweidung. Die griechische Antikenbehörde führte ab dem Jahr 2000 bis 2003 Ausgrabungen und Erhaltungsmaßnahmen des teilweise eingestürzten antiken Befestigungsturmes durch. Trotz Reparatur- und Restaurierungsarbeiten befand sich der Turm 2005 in schlechtem Zustand, durch nicht genehmigte Baumaßnahmen und Steinraub des militärischen Außenpostens.
| 1947 | 1951 | 1961 | 1971 | 1981 | 1991 | 2001 | 2011 |
| ---- | ---- | ---- | ---- | ---- | ---- | ---- | ---- |
| 2    | 3    | 1    | 0    | 0    | 0    | 15   | 0    |